# Partito Comunista Messicano
Il Partito Comunista Messicano (in spagnolo Partido Comunista Mexicano, abbreviato PCM) è stato un Partito politico in Messico.
Tra i suoi iscritti più celebri il PCM vide Frida Kahlo, Diego Rivera e Tina Modotti.

## Storia
Il partito è stato fondato nel 1918 come Partito Socialista Operaio (Partido Socialista Obrero, PSO) da Manabendra Nath Roy, un indo-bengalese di sinistra. Il PSO cambiò la sua denominazione in Partito Comunista Messicano nel novembre del 1919, in seguito alla rivoluzione d'ottobre in Russia. Il partito fu messo al bando nel 1925 e rimase illegale fino al 1935, quando fu reso di nuovo legale durante la presidenza di Lázaro Cárdenas del Río, uomo di sinistra. Il PCM vide nell'ala di sinistra del regime nazionalista emersa dalla rivoluzione messicana una forza progressista da sostenere, inclusi Cárdenas e i suoi alleati. Alla fine, il Partito Comunista scomparve dopo aver sostenuto il Partito della Rivoluzione Democratica, un partito scissosi dal Partito Rivoluzionario Istituzionale guidato dal figlio di Cárdenas, Cuauhtémoc Cárdenas.